# Dombeya gautieri
Dombeya gautieri är en malvaväxtart som beskrevs av Laurence J. Dorr och Skema. Dombeya gautieri ingår i släktet Dombeya och familjen malvaväxter. Inga underarter finns listade i Catalogue of Life.